# Vucub-Came (macula)

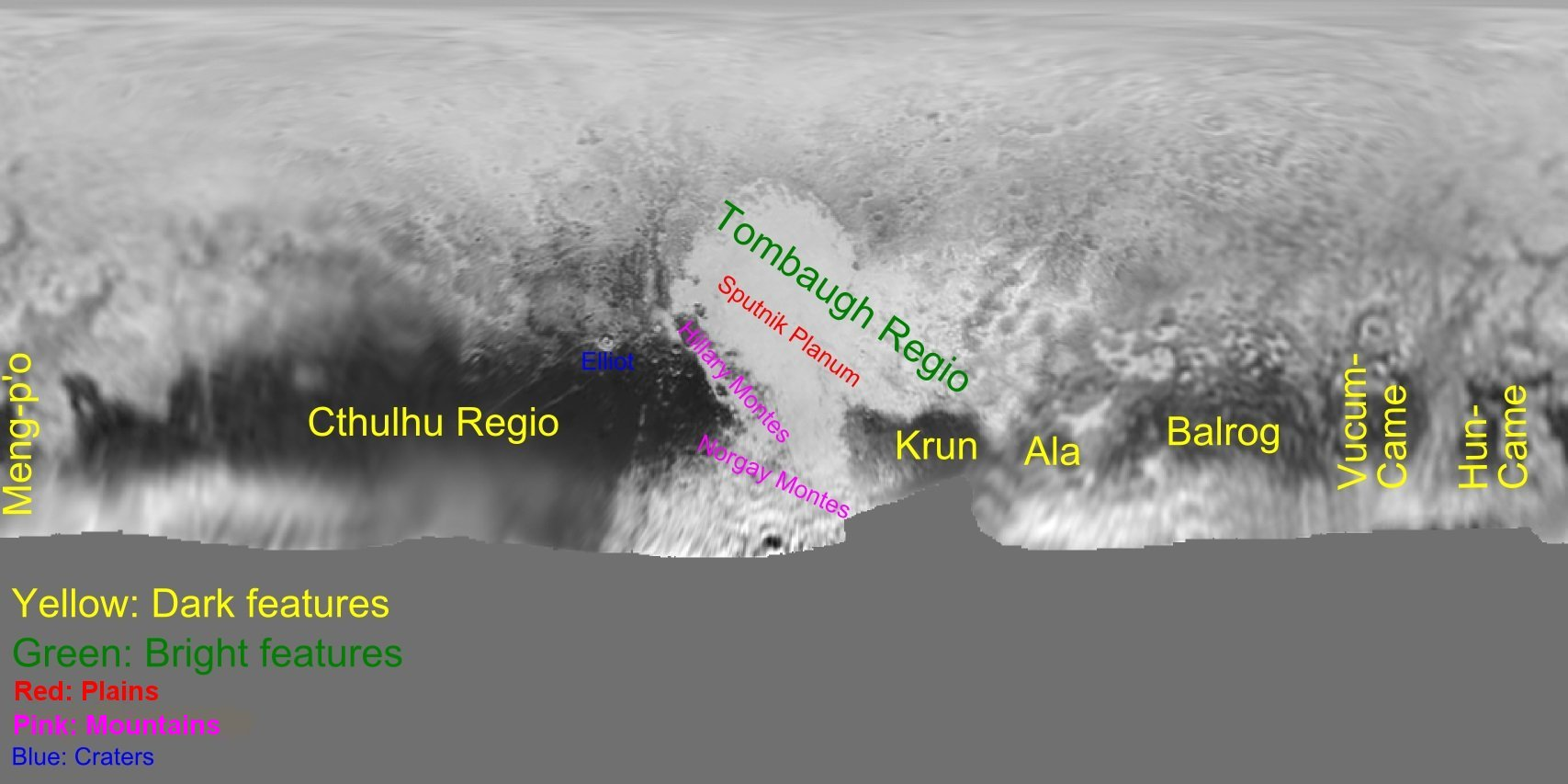
Cthulhu et le « poing américain ». Vucub-Came est une petite région à droite, à l'ouest de Hun-Came.

Vucub-Came est une région de Pluton du « poing américain », montrant une série de régions équatoriales sombres. Elle a été nommée d'après un des dieux Quiché des Popol Vuh,.

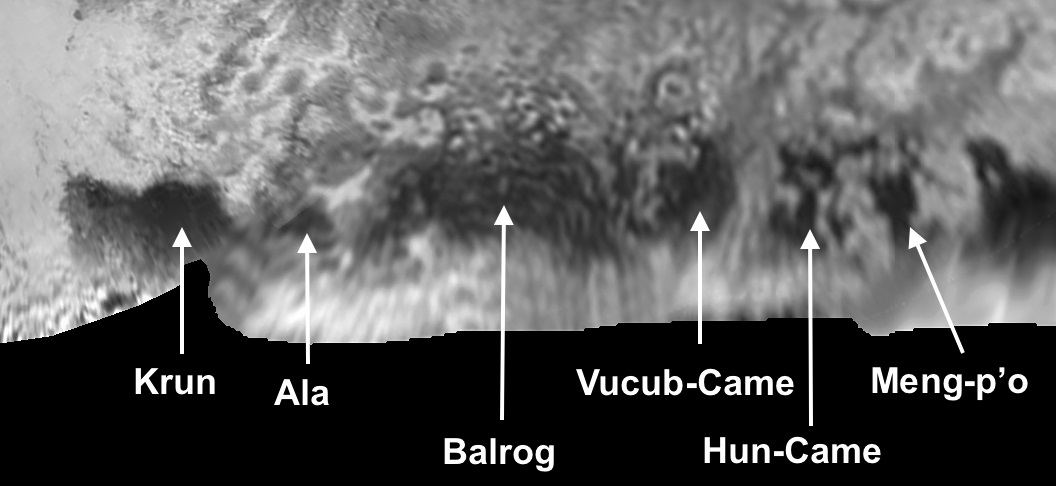
Région de Pluton du coup de poing américain.

## Note
Pour le moment ce nom n'a pas été entériné par l'Union astronomique internationale et pourrait donc être modifié.